# Lule cyanea
Lule cyanea är en tvåvingeart som beskrevs av Günther Enderlein 1912. Lule cyanea ingår i släktet Lule och familjen bredmunsflugor.
Artens utbredningsområde är Madagaskar. Inga underarter finns listade i Catalogue of Life.